# Episodi di Greenhouse Academy (prima stagione)
La prima stagione della serie televisiva Greenhouse Academy, composta da 12 episodi, è stata interamente pubblicata sul servizio di streaming on demand Netflix l'8 settembre 2017 in tutti i paesi in cui è disponibile.
| nº | Titolo originale      | Titolo italiano              | Pubblicazione USA | Pubblicazione Italia |
| -- | --------------------- | ---------------------------- | ----------------- | -------------------- |
| 1  | Pilot                 | Pilot                        | 8 settembre 2017  | 8 settembre 2017     |
| 2  | The Opening Challenge | La sfida di inizio anno      | 8 settembre 2017  | 8 settembre 2017     |
| 3  | Breaking and Entering | Tentata rapina               | 8 settembre 2017  | 8 settembre 2017     |
| 4  | Private Screening     | Proiezione privata           | 8 settembre 2017  | 8 settembre 2017     |
| 5  | Black Smoke           | Fumo nero                    | 8 settembre 2017  | 8 settembre 2017     |
| 6  | Captain Material      | La stoffa del capitano       | 8 settembre 2017  | 8 settembre 2017     |
| 7  | Swimming Lessons      | Lezioni di nuoto             | 8 settembre 2017  | 8 settembre 2017     |
| 8  | The Outsider          | L'estranea                   | 8 settembre 2017  | 8 settembre 2017     |
| 9  | Steph                 | Steph                        | 8 settembre 2017  | 8 settembre 2017     |
| 10 | Guilt-Free Cupcakes   | Cupcake senza sensi di colpa | 8 settembre 2017  | 8 settembre 2017     |
| 11 | Great Scott           | Grande Giove                 | 8 settembre 2017  | 8 settembre 2017     |
| 12 | L.D.R.                | R.A.D.                       | 8 settembre 2017  | 8 settembre 2017     |

## Pilot
Alex si sottopone a difficili prove di ammissione per accedere al prestigioso liceo che aveva frequentato sua madre, un'astronauta morta improvvisamente otto mesi prima.